# Helyi hálózat
A helyi hálózat (angolul: local area network, röviden: LAN) olyan számítógépes hálózat, amely egy épületen belül, vagy egymáshoz közel elhelyezkedő épületcsoportokban teszi lehetővé az informatikai eszközök kommunikációját. Többnyire otthonokban, irodákban, gyárakban, üzemekben található, és alkalmas szerverek, személyi számítógépek, munkaállomások összekapcsolására, ezzel lehetővé téve a például nyomtatók megosztott használatát, a levelezést és az üzenetküldést.
Napjainkban az egyre olcsóbbá váló hálózati eszközök, az internet hatalmas vonzereje, és az egyre gyorsabb elérési lehetőségek a családokhoz is eljuttatták a LAN kiépítésének lehetőségét, így egyre gyakoribbak a családi házak, kis közösségek helyi hálózatai is.
A helyi hálózatokat jellemzi a kiterjedésük, a topológiájuk és az átviteli módjuk.

## Technikai szempontok
Annak ellenére, hogy ma a leggyakoribb LAN megoldás – különösen irodákban, üzemekben, lakásokban, kis közösségekben – a kapcsolt Ethernet, és a legelterjedtebb a TCP/IP protokoll, de a LAN fejlődésében több más különböző protokoll és megoldás is üzemelt (lásd később), és népszerű, elfogadott megoldásból hirtelen elfelejtett, korszerűtlen megoldás lett. A nagyobb LAN-on már redundáns utakkal is rendelkeznek, és routereket vagy switcheket használnak a feszítőfa protokollok nyújtotta lehetőségek kihasználásához és egyszerű megoldások léteznek a hibás kapcsolati utak felderítéséhez. A LAN-ok routerek és bérelt vonalak segítségével másik LAN-okhoz kapcsolódnak, és így alakulnak ki a MAN-ok. A LAN-ok nagy többsége az internethez csatlakozik, és másik LAN-hoz már a VPN technológiát kihasználva csatlakozik.

## Története
A személyi számítógépek megjelenése előtt a hálózat egy központi számítógépet és az azt egy egyszerű, lassú vonalon elérni képes számítógép terminálokat jelentette. A hálózatok, mint például az IBM SNA (Systems Network Architecture) hálózata már célul tűzte ki, hogy a terminálok bérelt vonalakon keresztül más nagyszámítógépekhez is kapcsolódhassanak – ez a megoldás volt a WAN-ok alapja.
Az első LAN-ok az 1970-es évek végén alakultak ki, a nagy sebességű kapcsolatok használatával hozzá tudtak kapcsolódni néhány központ nagyszámítógéphez egy hálózaton keresztül. Több rendszer is a megjelent a piacon, amelyek közül az Ethernet és az ARCNET volt a legnépszerűbb.
A növekvő számú, CP/M és DOS alapú személyi számítógép alkalmazásával egyidejűleg, főleg az abban az időben igen drága lézernyomtatók és a diszk kapacitások megosztott használatára, kiépültek az egyszerű, néhány tucat géptől a néhány száz gépet tartalmazó LAN-ok. A kibontakozó fejlődés a számítástechnikai ipart eufórikus hangulatba ringatta, az 1983-as évet el is nevezték “a LAN évének”.
A valóságban azonban a LAN koncepciót a fizikai réteg inkompatibilitásai és a hálózati protokoll megvalósítási különbségei, és a legjobb erőforrás megosztás problémái jellemezték. Általában minden szállítónak megvolt a saját hálózati kártyája, kábelezése, protokollja(i) és saját hálózati operációs rendszere. A megoldások a legritkább esetben voltak kompatibilisek. A megoldást a Novell NetWare adta: 
(a) támogatás a 40 legismertebb piaci kártya/kábel típusokra, és
(b) a versenytársaknál jobban kidolgozott operációs rendszer.
A NetWare piaci dominanciát szerzett termékével az 1983-as bejelentéstől kezdve az 1990-es évek közepéig, amikor a Microsoft 1993 közepén bejelentette a még 16 bites Windows for Workgroups 3.11-et, mint peer-to-peer hálózati megoldását és a már 32 bites Windows NT Advanced Server-t.
A NetWare versenytársai közül csak a Banyan VINES-nek volt versenyképes technikai előnye, de a Banyan elhanyagolta a biztonsági kérdéseket. A Microsoft és a 3Com együttesen kidolgoztak egy egyszerű hálózati operációs rendszert, amely a 3Com 3+Share rendszerén, a Microsoft LAN Manager-én és az IBM LAN Serverén alapult. Ezen termékek közül egyik sem volt igazán sikeres.
Ugyanebben az időszakban a különböző gyártók, többek között a Sun Microsystems, a Hewlett-Packard, a Silicon Graphics, az Intergraph, a NeXT és az Apollo által készített Unix munkaállomások TCP/IP alapú hálózatot használtak. Bár ez a piaci szegmens viszonylag kicsi volt, a használt technológia nagymértékben hatott az Internetre, a Linux és az Apple Mac OS X hálózati megoldásaira.

## Kiterjedésük
A LAN-ok kiterjedése, mérete szigorúan korlátos: a maximális átviteli idő minden esetben korlátos és előre ismert. Az időkorlát meghatározása (ismerete) teszi lehetővé, hogy olyan rendszereket valósítsanak meg, amelyeket máshol nem lehet alkalmazni. Az időkorlát a hálózat felügyeletét is egyszerűbbé teszi.

## Átviteli módjuk
A LAN-ok használhatnak olyan technológiát, amelyben egyetlen olyan kábel van, amelyre minden gép kapcsolódik. A hagyományos LAN-ok 10Mb/s-os vagy 100Mb/s-os sebességgel üzemelnek, a késleltetésük pedig mindössze néhány mili-vagy nanoszekundum, és kevés hibát vétenek. Manapság már elérhető áron szerezhetők be a gigabit-es hálózati eszközök is, s a LAN-ok gerincét alkotó hálózati részeket már közepes méretű cégeknél is ezzel építik ki. Néhány újabb LAN sebessége eléri a 10Gb/s-os sebességet is.
Napjainkban terjedő technikai megoldás a vezeték nélküli, rádiós átvitelt használó, ún. wireless routerek használat. Ezeknek az eszközöknek az átviteli sebessége 20-50Mb/s.

## Hálózati topológiáik
Az adatszóró LAN-ok különböző hálózati topológiával üzemelnek, a leggyakoribb a busztopológia (sín), illetve a gyűrűtopológia.

### Busztopológia
A busztopológia esetén bármelyik gép lehet úgynevezett master, és küldhet adatot. Ha ekkor egy vagy több másik gép is adni szeretne, akkor ezt a konfliktust valamilyen vezérlési mechanizmussal fel kell oldani. A vezérlési mechanizmus lehet központosított vagy elosztott. Az IEEE 802.3-as szabvány – ismertebb nevén az Ethernet – például egy síntopológiájú, elosztott vezérlésű hálózat, amelynek sebessége 10Mb/s vagy 100Mb/s. Egy Ethernet hálózatban lévő gép adhat bármikor, de ha ezért két vagy több csomag ütközik, akkor minden érintett számítógépnek várnia kell, és véletlenszerű idő után adhat csak újra.

### Gyűrűtopológia
Az adatszórásos hálózat másik formája a gyűrű. A gyűrűben minden bit egyedül halad, nem várja meg annak a csomagnak a többi részét, amelyhez tartozik. Egy bit általában körbeér a gyűrűn annyi idő alatt, amennyi néhány bit elküldéséhez kell. Mint minden adatszórásos technológia esetében, itt is szükséges egy szabály az egyidejű hozzáférés(ek) szabályzására. Több elterjedt módszert is kidolgoztak arra, hogy a gépek felváltva férjenek a gyűrűhöz: a 802.5 (az IBM vezérjeles gyűrűje, a token ring) olyan gyűrű alapú LAN, ami 4 és 16 Mb/s-os sebességgel üzemel. Másik példa az FDDI gyűrű hálózata.

## Csoportosításuk
Az adatszóró hálózatokat csoportokra oszthatjuk a csatorna hozzárendelési mechanizmusuk szerint is; vannak statikus és dinamikus hálózatok. A statikus lefoglalás egyik tipikus esete, mikor diszkrét időintervallumok vannak definiálva, körforgó prioritásokkal: a gép csak akkor küldhet adatszórással üzenetet, ha elérkezett az ő időszelete. Ha nincs üzenete, a csatorna kihasználatlan lesz. Ennek elkerülésére inkább a dinamikus (kérés alapú) csatorna hozzárendelést alkalmazzák.
Közös csatornák dinamikus hozzárendelésekor központosított és elosztott módszerek léteznek. Centralizált csatorna-hozzárendelés esetén kell lennie egy kitüntetett egységnek – például egy sínvezérlő egységnek – amely meghatározza, ki adhat a következőnek. Ennek egyik módja az, hogy a kapott kérések alapján valamilyen algoritmus szerint választ. Elosztott csatorna-hozzárendelés esetében nincs kitüntetett központi egység, minden gépnek magának kell eldöntenie, ad-e vagy sem. Ez a megoldás látszólag kaotikus viszonyokat teremt, a gyakorlatban azonban ez mégsincs így, a módszer működik.